# Пульсирующая переменная звезда

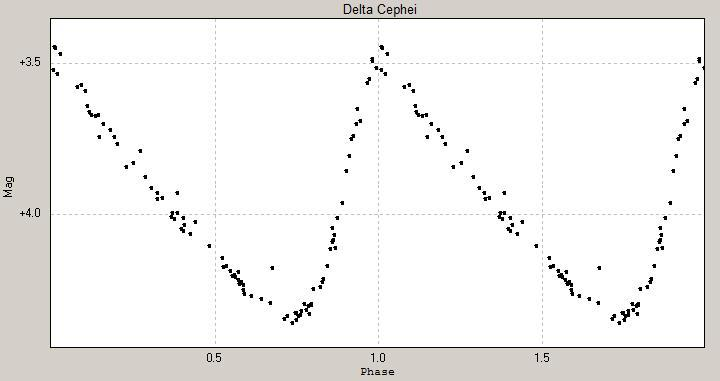
Кривая блеска Дельты Цефея, относящейся к классическим цефеидам

Пульсирующие переменные — класс переменных звёзд, которые меняют свою светимость из-за поочерёдного расширения и сжатия внешних слоёв и изменения их температуры.
Пульсации могут быть как сферически симметричными, так и нерадиальными. В различных случаях вещество в звезде может двигаться по-разному, но в звёздах с большими амплитудами изменения блеска чаще всего происходят радиальные пульсации в основной моде, когда все области звезды одновременно расширяются, либо одновременно сжимаются.
Если звезда выводится из гидростатического равновесия, то она стремится вернуться в исходное положение. Однако для того, чтобы колебания происходили длительное время, должен присутствовать механизм передачи тепловой энергии звезды в механическую энергию колебаний, в противном случае пульсации быстро затухают. Один из распространённых механизмов пульсаций — каппа-механизм, где основную роль играет меняющаяся непрозрачность звёздного вещества.
Выделяют различные типы пульсирующих переменных с разными физическими характеристиками, отличающимися периодами и амплитудами изменений блеска: цефеиды, переменные типа RR Лиры, мириды и другие.
Наблюдая пульсирующую переменную длительное время, можно обнаружить изменение периода пульсаций, вызванное её эволюцией. Кроме того, по блеску, температуре и скоростям расширения и сжатия звезды, можно определённым образом измерить её радиус.
Первой открытой пульсирующей переменной звездой была Мира — её открыл Давид Фабрициус в 1596 году, до неё были известны только новые и сверхновые звёзды. Идею о том, что пульсации звёзд могут приводить к изменению их блеска, впервые выдвинул Август Риттер в 1873 году, а около 1915 года Харлоу Шепли определил, что некоторые звёзды действительно пульсируют.

## Описание
Пульсирующие переменные — класс переменных звёзд, которые меняют свою светимость из-за поочерёдного расширения и сжатия внешних слоёв и изменения их температуры. Минимальный и максимальный радиус звезды при пульсациях может отличаться в два раза, но обычно изменения размеров не так велики, и основной вклад в изменение светимости вносит изменение температуры поверхности. Считается, что среди нескольких сотен миллиардов звёзд нашей Галактики пульсирует лишь несколько миллионов.

### Характер пульсаций
Вне зависимости от механизма (см. ниже), фундаментальный период колебаний звезды {\displaystyle P} связан со средней плотностью звезды {\displaystyle \rho } как {\textstyle P\propto {\frac {1}{\sqrt {\rho }}}}. Если звезда пульсирует с фундаментальным периодом, то говорят, что пульсации происходят в основной моде. В этом случае звезда сохраняет сферическую симметрию и звезда либо целиком расширяется, либо целиком сжимается, то есть, всё вещество звезды либо перемещается наружу, либо внутрь. Одновременно с пульсациями в основной моде возможны пульсации в обертонах с меньшим периодом. Пульсации в обертонах также сферически симметричны, но внутри звезды присутствует одна или несколько сфер, где вещество не двигается: когда область внутри сферы сжимается, то область снаружи расширяется, и наоборот — то есть, эти сферы представляют собой узлы колебаний. Колебания в первом обертоне имеют один узел, во втором — два узла, и так далее. Положения этих узлов обычно не меняются, то есть, колебания представляют собой стоячие волны. Обычно звёзды с большими амплитудами изменений блеска пульсируют в первую очередь в основной моде.
Пульсации также могут быть нерадиальными. В этом случае звезда не сохраняет сферическую форму, и, например, может поочерёдно становиться то сплюснутым, то вытянутым эллипсоидом: одни части звезды могут сжиматься в то же время, когда другие — расширяются. В модах нерадиальных пульсаций возвращающей силой может быть либо давление, либо гравитация. В первом случае движение вещества близко к радиальному, как и при радиальных пульсациях, а во втором — близко к горизонтальному, что сходно с волнами на воде. Нерадиальные пульсации приводят к более слабым изменениям блеска и цвета звезды, чем радиальные.
Из-за того, что звёзды имеют различную плотность в разных областях — в частности, плотность в центре звезды обычно на несколько порядков превышает среднюю — относительная амплитуда колебаний в центре значительно меньше, чем во внешних областях. Поскольку при длительных наблюдениях даже небольшие изменения периода могут быть обнаружены, то можно выявить медленное изменение плотности в результате эволюции звезды (см. ниже).

### Механизмы пульсаций

Полоса нестабильности на диаграмме Герцшпрунга — Рассела

Если звезда выводится из гидростатического равновесия, то она стремится вернуться в исходное положение. Например, при расширении звезды падает её плотность и температура, следовательно, давление перестаёт уравновешивать силу гравитации и звезда сжимается. Однако для того, чтобы колебания происходили длительное время, должен присутствовать механизм передачи тепловой энергии звезды в механическую энергию колебаний. Это может происходить в том случае, если при сжатии областей звезды увеличивается поступление тепла в эти области: тогда расширение, следующее после сжатия, окажется более сильным из-за поступившей энергии, и колебания будут поддерживаться. В стационарных звёздах наблюдается обратная картина: при сжатии увеличивается температура, из-за чего нагретые области начинают излучать сильнее, кроме того, обычно прозрачность вещества увеличивается при нагреве и вещество задерживает меньше тепла. Таким образом, при сжатии стационарных звёзд происходит отток тепла, поэтому свободные колебания звёзд обычно быстро затухают — за сроки от сотен дней до нескольких лет.
Поступление тепла увеличивается с ростом температуры в недрах звезды, поскольку при росте температуры в ядре увеличивается темп термоядерных реакций. Однако это не приводит к заметным пульсациям, поскольку роль центральных областей в пульсациях мала (см. выше) и компенсируется затуханием в других областях.

#### Каппа-механизм
Один из распространённых механизмов пульсаций — каппа-механизм, где основную роль играет меняющаяся непрозрачность звёздного вещества. Например, у звёзд средней температуры на некоторой глубине располагается зона двукратной критической ионизации гелия — слой звезды, где температура составляет несколько тысяч кельвинов. В определённое время гелий в ней однократно ионизован и при сжатии часть выделяемой энергии уходит не на нагрев, а на ионизацию вещества. Из-за этого температура слоя меняется слабо, зато увеличивается его плотность, что приводит к повышению непрозрачности и задержке энергии в слое. При следующем расширении звезды происходит рекомбинация вещества, из-за чего слой отдаёт больше энергии. Кроме гелия, аналогичную роль в этом механизме играет водород, который в области с более низкой температурой оказывается то нейтральным, то ионизованным.
Для того, чтобы пульсации поддерживались таким механизмом, зона двукратной критической ионизации гелия должна располагаться на оптимальной глубине: если глубина слишком мала, что случается при высокой температуре звезды, то плотность вещества в этой зоне будет слишком мала и пульсации не будут происходить. Наоборот, при низкой температуре звезды глубина зоны окажется слишком большой и пульсации не будут идти из-за затухания колебаний во внешних слоях. Таким образом, звёзды, у которых реализуется этот механизм, на диаграмме Герцшпрунга — Рассела находятся на полосе нестабильности — практически вертикальной узкой полосе. Благодаря этому механизму пульсируют переменные звёзды нескольких типов, имеющие классы светимости от сверхгигантов до белых карликов. Типы переменных звёзд на полосе нестабильности, в порядке уменьшения средней светимости — переменные типа RV Тельца, классические цефеиды, цефеиды II типа, RR Лиры, Дельты Щита, SX Феникса и ZZ Кита.
Существуют пульсирующие переменные и других типов, расположенные вне полосы нестабильности — для них механизм переменности обычно также представляет собой каппа-механизм. Например, в переменных типа Беты Цефея, температура которых значительно выше, чем у звёзд полосы нестабильности, пульсации поддерживаются ионами железа.

## Некоторые типы пульсирующих переменных
Выделяют различные типы пульсирующих переменных, которые отличаются физическими характеристиками, отличающимися периодами и амплитудами изменений блеска: цефеиды, переменные типа RR Лиры, мириды и различные другие типы.

### Цефеиды
Один из важнейших типов пульсирующих переменных звёзд — цефеиды. Эти звёзды — сверхгиганты спектральных классов F—K с периодами обычно от 1 до 50 суток и амплитудами — 0,1—2,5m. Для цефеид существует зависимость между периодом и светимостью, которая позволяет использовать их как стандартные свечи: из периода цефеид можно определять их абсолютную звёздную величину, и, сравнивая последнюю с видимым блеском, вычислять расстояние до звезды. Благодаря высокой светимости, цефеиды наблюдаются не только в нашей, но и в других галактиках.
Выделяют два основных типа цефеид: классические цефеиды и цефеиды II типа. У этих типов звёзд отличаются зависимости между периодом и светимостью: при равных периодах цефеиды II типа на 1,5m тусклее, чем классические. Цефеиды II типа — более старые и маломассивные звёзды, чем классические цефеиды, и относятся к населению II. Они, в свою очередь, делятся на переменные типа BL Геркулеса с периодами менее 8 суток и переменные типа W Девы с периодами более 8 суток. Переменные типа RV Тельца имеют периоды более 20 суток и могут рассматриваться и как подтип цефеид II типа, и как промежуточный тип звёзд между цефеидами и миридами (см. ниже).
Среди цефеид часто встречаются пульсирующие в основной моде и пульсирующие в первом обертоне, а у некоторых цефеид наблюдаются колебания одновременно в этих двух модах. В редких случаях встречаются цефеиды, пульсирующие иным образом: например, в первом и втором обертоне, или одновременно в трёх модах.

### Переменные типа RR Лиры
Другой важный тип пульсирующих звёзд — переменные типа RR Лиры. Эти звёзды находятся на горизонтальной ветви, имеют спектральные классы A—F и по физическим параметрам являются достаточно однородным классом звёзд. Они распространены в шаровых скоплениях, их периоды обычно составляют менее суток, а амплитуды меньше, чем таковые у цефеид — до 2m. Они имеют практически одну и ту же абсолютную звёздную величину — около 0,6m, поэтому также используются как стандартные свечи.
По виду кривых блеска переменные типа RR Лиры делят на два основных типа: RRAB с асимметричными кривыми блеска, рост яркости которых происходит резко, и RRC, кривые блеска которых симметричны. Первые пульсируют в основной моде, вторые — в первом обертоне. Есть также тип RR(B) — это звёзды, пульсирующие одновременно в основной моде и в первом обертоне.

### Переменные типа Дельты Щита
Переменные типа Дельты Щита — звёзды спектральных классов A—F. По классу светимости находятся от главной последовательности до гигантов, так что из относительно ярких пульсирующих переменных именно этот тип наиболее распространён. Периоды пульсаций таких звёзд составляют от 0,02 до 0,3 суток, амплитуды изменений блеска — до 0,9m.
К этому классу близки переменные типа SX Феникса: они занимают приблизительно ту же область на диаграмме Герцшпрунга — Рассела, имеют похожие периоды и амплитуды изменений блеска, но имеют большой возраст и относятся к населению II, в то время как переменные типа Дельты Щита — молодые звёзды населения I. Ещё один похожий тип — переменные типа Гаммы Золотой Рыбы, которые имеют более низкую температуру, чем звёзды на полосе нестабильности.
Эти переменные часто пульсируют в нескольких модах одновременно. У переменных типа Дельты Щита происходят и радиальные, и нерадиальные пульсации, а у переменных типа Гаммы Золотой Рыбы — нерадиальные, поддерживаемые гравитацией (см. выше).

### Осциллирующие Ap-звёзды
Осциллирующие Ap-звёзды (в ОКПЗ ― осциллирующие переменные типа Альфы² Гончих Псов) ― звёзды спектральных классов от B до F, находящиеся вблизи или на главной последовательности и имеющие сильное магнитное поле. Обычно Ap-звёзды в первую очередь являются вращающимися переменными, но некоторые из них также пульсируют. Периоды изменений блеска таких звёзд составляют всего 5―15 минут, что связано с наличием магнитного поля, по оси которого ориентированы пульсации. Поскольку ось магнитного поля обычно не совпадает с осью вращения, то наблюдается сложная картина изменений блеска.

### Пульсирующие белые карлики
Пульсирующие белые карлики, также известные как переменные типа ZZ Кита ― белые карлики с температурами около 10000 K, находящиеся на полосе нестабильности. Они испытывают нерадиальные пульсации с периодами от 100 до 1000 секунд и с амплитудами изменений блеска до 0,3m и практически всегда пульсируют в нескольких модах. Центральные звёзды в планетарных туманностях также бывают пульсирующими переменными.

### Переменные типа Беты Цефея
Переменные типа Беты Цефея (иногда — переменные типа Беты Большого Пса) — звёзды спектральных классов O—B, находящиеся выше главной последовательности или на ней. Период изменений блеска таких звёзд составляет 0,1—0,6 суток, а амплитуда — до 0,3m. Также существует подтип таких переменных, периоды и амплитуды которых приблизительно на порядок ниже. Некоторые звёзды со схожими характеристиками испытывают нерадиальные пульсации с большими периодами и выделяются в соответствующий тип: медленно пульсирующие звёзды спектрального класса B. Кроме того, субкарлики класса B имеют другие физические характеристики, и, в отличие от предыдущих типов, являются старыми звёздами, но на диаграмме Герцшпрунга — Рассела занимают близкую область и также могут пульсировать.

### Переменные красные гиганты и сверхгиганты
Красные гиганты и красные сверхгиганты, особенно наиболее холодные, часто проявляют переменность хотя бы в небольшой степени. Существуют различные классы таких переменных звёзд. Например, мириды — сверхгиганты спектральных классов M, S и C, находящиеся на асимптотической ветви гигантов. Периоды их пульсаций обычно составляют 100—500 суток, хотя могут достигать 1000 суток, а типичная амплитуда изменений блеска — 6m в видимой области спектра. Такая высокая амплитуда связана с низкой температурой этих звёзд: она может составлять 2000 K и при такой температуре 95% излучения звезды находится в инфракрасном диапазоне. Даже небольшое изменение температуры приводит не только к изменению светимости, но и к значительному изменению доли видимого излучения.
У медленных неправильных переменных пульсации имеют нерегулярный характер, а их причины плохо изучены: внешние слои таких звёзд конвективны, а теория конвекции в звёздах разработана слабо. Звёзды, у которых изменения блеска в целом неправильные, но некоторая периодичность в них наблюдается, классифицируют как полуправильные переменные. Нередко в категорию медленных неправильных переменных звёзды попадают из-за того, что недостаточно изучены и в дальнейшем переклассифицируются в полуправильные или в другие типы объектов.

## Измерение параметров
В результате эволюции звезды меняются её физические параметры, в том числе плотность и связанный с ней фундаментальный период колебаний. Хотя эволюционные изменения идут очень медленно, соответствующее им небольшое изменение периода всё равно можно отследить, наблюдая звезду длительный срок. Для этого используют диаграмму O−C, на которой отмечается разность между наблюдаемым и вычисленным моментом достижения максимума блеска. За большое количество пульсаций даже небольшое изменение одного периода станет заметным, а если период равномерно меняется со временем, точки на диаграмме будут образовывать параболу. Таким образом, по этой диаграмме можно отслеживать изменения в результате эволюции звёзд, однако видимое изменение периода может быть вызвано и другими обстоятельствами, например, движением звезды по орбите в двойной системе.
При пульсациях звёзд можно наблюдать изменения не только блеска, но также температуры и скорости расширения и сжатия. Температура может быть измерена по спектру или показателю цвета, а скорость движения поверхности — по смещению спектральных линий, связанному с эффектом Доплера. По этим величинам определяют радиус звезды, используя метод Бааде — Весселинка. Сам метод в упрощённом виде основан на том, что при определённой температуре звезды её светимость пропорциональна квадрату её радиуса, а абсолютное изменение радиуса звезды за определённое время можно найти по лучевой скорости её поверхности. Сравнивая, во сколько раз изменилась светимость звезды между двумя моментами, когда та имела определённое значение температуры, можно найти значение её радиуса, а следовательно, и светимости.

## История изучения
Первой открытой пульсирующей переменной звездой была Мира — до неё были известны только новые и сверхновые звёзды. В 1596 году Давид Фабрициус открыл эту звезду, когда она имела вторую звёздную величину, и обнаружил, что её блеск постепенно снижается. Затем она перестала быть доступной для наблюдений, и Фабрициус перестал следить за её областью неба, но в 1609 году снова обнаружил звезду. Её также наблюдал Иоганн Байер в 1603 году и дал ей обозначение Омикрон Кита, но Байеру не было известно о её переменности. Открытие этой звезды вызвало большой интерес, и за ней закрепилось название Мира (от лат. mira — удивительная). В 1667 году Исмаэль Буйо обнаружил периодичность в изменениях блеска Миры.
Идею о том, что пульсации звёзд могут приводить к изменению их блеска, впервые выдвинул Август Риттер в 1873 году, а в 1899 году Карл Шварцшильд предположил, что при пульсациях также меняется температура звёзд. Около 1915 года Харлоу Шепли определил, что некоторые звёзды действительно пульсируют. В 1918—1926 годах Артур Эддингтон разрабатывал теорию, которая могла бы объяснить пульсации, и в качестве одного из возможных механизмов он предложил каппа-механизм. Конкретный вариант каппа-механизма, объяснявший, в частности, пульсации цефеид, открыл Сергей Жевакин в 1950-х годах.